# Calicotome rigida
Calicotome rigida är en ärtväxtart som först beskrevs av Domenico Viviani, och fick sitt nu gällande namn av René Charles Maire och Marc Weiller. Calicotome rigida ingår i släktet Calicotome och familjen ärtväxter. Inga underarter finns listade i Catalogue of Life.